# Produktpiraterie
Als Produktpiraterie, Produktfälschung oder Markenpiraterie (im Bezug auf Filme auch Filmpiraterie genannt) werden illegale Geschäfte bezeichnet, bei denen Nachahmungen von rechtlich geschützten Originalprodukten vertrieben werden. Dabei kann es sich sowohl um billige Fälschungen, als auch um täuschendechte, qualitativ hochwertige Nachbildungen handeln. Dabei werden Markenrechte oder wettbewerbsrechtliche Vorschriften verletzt. Häufig geht die Produktpiraterie dabei auch mit Verletzungen von Urheberrechten, eingetragenen Designs (früher: Geschmacksmustern), Gebrauchsmustern, Patenten und sonstigen Rechten des Geistigen Eigentums und Gewerblichen Rechtsschutzes einher.
Gefälscht wird in allen Bereichen: Software, Uhren, Bekleidung, Medikamente, Autoteile bis hin zu kompletten Kraftfahrzeugen. Auch Ersatzteile von Maschinen und Investitionsgütern – sogar von Flugzeugen – werden kopiert.

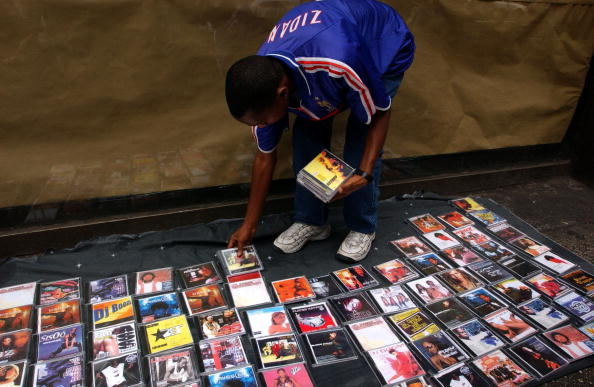
Straßenverkauf von nicht lizenzierten Kopien

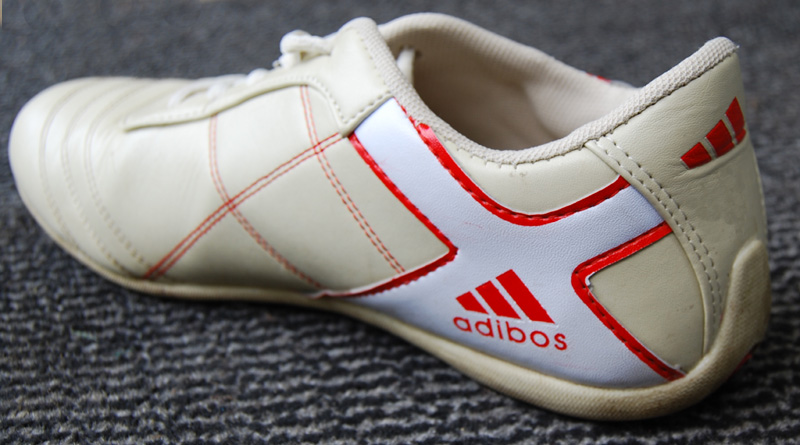
Ein Plagiat eines adidas-Schuhs (Markenname „adibos“).

Maßnahmen gegen Produktpiraterie und Fälschungen beschreiben Produktschutz und Produktsicherung.

## Definition der Produktpiraterie
Man unterscheidet vier Arten von Kopien:
- Die sklavische Fälschung versucht, das Original genau zu kopieren. Die Verpackung sowie der Markenname sind häufig gleich. Bei kosmetischen oder pharmazeutischen Produkten sind die Inhaltsstoffe möglicherweise sogar identisch.
- Plagiate tragen einen geringfügig geänderten Markennamen, z. B. Anagramme wie McDnoald’s oder optisch ähnliche wie SQNY. Teilweise stehen diese Produktnamen auf sklavischen Fälschungen und teilweise auf Produkten, die es vom Originalhersteller nicht (oder so nicht) gibt. In China ist die Kopier-Kultur unter dem Begriff Shanzhai (Shan Zhai) bekannt.
- Bei klassischen Fälschungen wird eine identische Verpackung und der Name des Herstellers benutzt. Die Inhaltsstoffe, die verarbeiteten Materialien und/oder die Verarbeitung hingegen sind meist (aber nicht notwendigerweise) minderwertig und manchmal nicht vorhanden oder gesundheitsschädlich.(siehe: Weinfälschung)
- Raubkopie und Schwarzkopie sind umgangssprachliche Bezeichnungen für rechtswidrige Kopien von urheberrechtlich geschütztem Material. Die Bezeichnungen beziehen sich meist auf Produkte der Medienbranche, die sich mittels Reprotechnik reproduzieren lassen. (Siehe Urheberrechtsverletzung)

Betroffen sind nahezu alle Branchen von der Automobil- und Bekleidungs- über die Musik- bis hin zur pharmazeutischen Industrie. In einer Grauzone zwischen Legalität und Illegalität bewegen sich Hersteller, die kopierte Produkte anderer Hersteller unter eigenem Markennamen vertreiben. Häufig ist strittig, ob es sich um Produktpiraterie handelt, Markenpiraterie ist es aber nicht. Gerade im Bereich von Produkten, deren Wert in erheblichem Maße im ästhetischen Wert liegt, ist das weit verbreitet, z. B. bei Kleidung. Wenn die Gestalt dieser Produkte nicht durch Design- oder Gebrauchsmusterschutz geschützt ist, bestehen in der Regel keine rechtlichen Bedenken, ansonsten – bei Bestand von Gestaltmusterschutz – versuchen die Hersteller oft, rechtliche Handhabe durch geringfügige Gestaltveränderungen zu umgehen. Grundsätzlich legal sind Nachahmerprodukte (Me-too-Produkte); diese ähneln einem Original. Ist die Ähnlichkeit zu groß, dann ist das Me-Too-Produkt zugleich ein Plagiat. Oft tun sich auch Fachleute schwer, den Ausgang einschlägiger Gerichtsprozesse vorherzusagen.
Ein großer Teil der Plagiate kommt seit vielen Jahren aus der Volksrepublik China und aus Thailand, wie die vom deutschen Bundesfinanzministerium herausgegebene Statistik der Beschlagnahmen des Zolls belegt.
Einen Grenzfall zwischen Produktpiraterie und Kunstfälschung bilden Fälle nicht autorisierter Nachbauten von Designermöbeln, wie etwa des Rietveld-Stuhls.
Die englische Übersetzung von Produktpiraterie ist Counterfeiting, die Bekämpfung wird Anti-Counterfeiting genannt. Im Englischen gibt es für den Schmuggel von Waren den Begriff Bootleg (engl. für den Stiefelschaft). Die Verwendung des Begriffes Bootleg für den Schmuggel geht in die Zeit der Prohibition in den USA zurück und bezeichnete ursprünglich den illegalen Verkauf von Spirituosen. Später wurde er auch auf andere Schmuggelgüter angewendet. Der Begriff Bootleg wird außerdem (und im Deutschen hauptsächlich) für illegale Konzertmitschnitte verwendet.
Die Figur des Piraten wird wegen ihrer Symbolkraft immer wieder instrumentalisiert, um beispielsweise Verstöße gegen das Urheber- und Markenrecht in den Augen einer breiten Öffentlichkeit zu stigmatisieren. Aus diesem Grund spricht die Medien- und Softwareindustrie heute im Rahmen von Werbekampagnen gegen unrechtmäßiges Kopieren von Musikstücken und Anwendungsprogrammen beispielsweise von Softwarepiraterie. In Anspielung auf dieses umstrittene Stilmittel der Medien- und Softwareindustrie entwirft Stephan Eissler im Gegenzug den „Modernen Freibeuter“ als rhetorische Figur, um den Missbrauch des Urheber- und Markenrechtes (beispielsweise im Zusammenhang mit zweifelhaften Abmahnungen) als zwar legalen, aber dennoch moralisch verwerflichen Akt zu brandmarken, und um auf mögliche gesellschaftliche Folgen hinzuweisen.

## Sozioökonomische Auswirkungen
In der Ära der Blockkonfrontation galt ein strenges Exportregime vor allem für technische Güter in Staaten des Ostblocks. Dies führte zu umfangreichen Nachbauversuchen von Mikroprozessoren, etwa des Zilog Z80 und der ersten 80x86-Prozessoren von Intel. Auch bei Spielautomaten wurden ganze Geräte nachgebaut, die Elektronik wurde hierfür teilweise verändert, um den Kopierschutz in den Spiele-ROMs zu umgehen.
In den letzten Jahren ist Produktpiraterie zu einem weltweiten Phänomen geworden. Ganze Industriezweige leben von der Herstellung von Billigkopien. An den Außengrenzen der Europäischen Union werden jährlich fast 100 Millionen Fälle von Produkt- und Markenpiraterie festgestellt.
Nach Angaben der EU entfallen durch Produktpiraterie, illegale Mehrproduktion, Parallel- und Re-Importe mittlerweile 10 % des Welthandels auf Plagiate oder Fälschungen, was einem internationalen Schaden von über 300 Milliarden Euro gleichgesetzt wird. In Deutschland sind (gem. VDMA) rund zwei Drittel der Hersteller von Investitionsgütern von dem Problem illegaler Kopien betroffen.
Auch die Auswirkungen auf den Arbeitsmarkt sind solchen Rechnungen zufolge gravierend. Allein in Deutschland sollen nach Schätzungen des Justizministeriums jährlich ca. 50.000 Arbeitsplätze aufgrund von Produktpiraterie verloren gehen. Im gesamteuropäischen Raum sollen insgesamt sogar 300.000 Arbeitsplätze betroffen sein. Der DIHK schätzt den volkswirtschaftlichen Schaden durch Produkt- und Markenpiraterie allein in Deutschland auf 30 Milliarden Euro jährlich. Dazu kommt die Vernichtung von geschätzten 70.000 Arbeitsplätzen in den letzten Jahren. Neben Umsatzverlusten müssen die Betroffenen schlimmstenfalls sogar Produkthaftungsprozesse für gefälschte Produkte in Kauf nehmen. Zudem können qualitativ minderwertige Fälschungen dem Ruf einer Marke irreparable Schäden zufügen, wenn die Qualitätserwartungen der Käufer nicht erfüllt werden. Mitunter weisen Kopien jedoch auch eine vermeintlich höhere Qualität auf als das Original. Sie werden damit zum Sicherheitsrisiko, denn das Original hat oftmals eine genau definierte Qualität, um als Sollbruchstelle im System zu dienen und so vor größeren Schäden oder Unfällen schützen zu können.
Der von Produktfälschungen tatsächlich verursachte Schaden ist schwer zu beziffern. Er kann nicht dem Umsatz der Produktfälscher gleichgesetzt werden, wie dies in einigen der Studien geschieht. Manchmal ist er größer, manchmal kleiner. So hat etwa die Verbreitung rechtswidriger Kopien von Betriebssystem-Software die Position bestimmter Softwarefirmen in ärmeren Ländern erheblich gestärkt und dadurch erst den Markt geschaffen, auf dem diese dann später Umsätze generieren konnten. Manchmal wird Produktfälschung als unvermeidlicher Bestandteil der wirtschaftlichen Entwicklung solcher Länder gesehen.
Eine Umfrage des VDMA (Verband Deutscher Maschinen- und Anlagenbau) unter seinen Mitgliedern im März 2010 ergab, dass dem deutschen Maschinen- und Anlagenbau geschätzt 6,4 Mrd. Euro durch Produktpiraterie verlorengeht, verglichen mit dem Jahr 2008 ein Plus von acht Prozent. Etwa 28 Prozent der Befragten schätzten ihre Umsatzeinbußen durch Produktpiraterie auf über fünf Prozent.
Jüngere Forschungen legen allerdings nahe, dass Produktpiraterie auch positive volkswirtschaftliche Effekte haben kann. Auch wenn im Regelfall die Schäden überwögen, könne Produktpiraterie auch zur größeren Verbreitung und Akzeptanz der Marke, der Technologie oder des Produktes führen. Laut einer Studie unter Beteiligung des US Patent and Trademark Office (USPTO), die Fälle von Piraterie geistigen Eigentums an Software untersuchte, ähnelte das Verhalten der betroffenen Unternehmen dem beim Antreffen marktinterner Mitbewerber. Folge sei unter anderem eine Intensivierung der Forschungs- und Entwicklungstätigkeit gewesen.

## Beispielfall aus der Mikroelektronik
Der vormalige Starforscher und Dekan des Instituts für Mikroelektronik der Jiaotong-Universität von Shanghai, Chen Jin, wurde im Mai 2006 entlassen, nachdem sich herausgestellt hatte, dass der von ihm angeblich im Jahr 2003 entwickelte Hanxin-Mikrochip in Wirklichkeit ein bloß äußerlich veränderter Chip des US-Herstellers Freescale Semiconductor war. In chinesischen Presseberichten hieß es, Chen habe Wanderarbeiter damit beauftragt, den US-Firmennamen von den Chips zu kratzen und mit dem Hanxin-Logo zu beschriften.
Wegen seiner angeblichen Erfindung war Chen seit 2003 vom chinesischen Staat wiederholt mit offiziellen Anerkennungen ausgezeichnet und mit – selbst für europäische Verhältnisse – imposanten Forschungsgeldern belohnt worden.

## Gesetzgebung
Seit dem 1. Januar 2014 regelt die Verordnung (EU) Nr. 608/2013 zur Durchsetzung der Rechte geistigen Eigentums durch die Zollbehörden („EU-Produktpiraterie-Verordnung 2014“) nebst Durchführungsverordnung die durch die Zollverwaltung zu ergreifenden Maßnahmen, um zu verhindern, dass Produktfälschungen aus Drittländern eingeführt und in der Europäischen Union in Verkehr gebracht werden.

### Verfahren der Zollbehörden nach der Verordnung (EU) Nr. 608/2013
Artikel, die im Verdacht der Produktpiraterie und Markenpiraterie stehen, können unter bestimmten Voraussetzungen durch die Zollbehörden beschlagnahmt werden. Da diese Beschlagnahme regelmäßig im Rahmen der Einfuhrkontrolle an der Grenze erfolgt, wird hierfür oft der Begriff Grenzbeschlagnahme oder auch Zollbeschlagnahme verwendet.
Die Beschlagnahme richtet sich gegen „Waren, die im Verdacht stehen, bestimmte Rechte geistigen Eigentums zu verletzen, und […] die erkanntermaßen derartige Rechte verletzen“.

#### Antragsverfahren
Voraussetzung für die Beschlagnahme durch Zollbehörden ist entweder:
- ein Gemeinschaftsschutzrecht (Gemeinschaftsmarke, Gemeinschaftsgeschmacksmuster, …) oder
- ein nationales Schutzrecht.

Der Rechteinhaber muss einen entsprechenden Antrag stellen.
Liegt dem Antrag ein Gemeinschaftsschutzrecht zugrunde, kann die Zollbehörde, bei welcher der Antrag gestellt wurde, dem Antrag für alle anderen Mitgliedstaaten stattgeben.
Liegen dem Antrag nur nationale Schutzrechte zugrunde, so muss für jedes betroffene Land ein eigenständiger Antrag gestellt werden.
In beiden Fällen kann jedoch derselbe gemeinschaftsweite einheitliche Antragsvordruck verwendet werden. Im Antrag sollten dem Zoll klare Hinweise gegeben werden, wie Plagiate von Originalprodukten zu unterscheiden sind.

#### Wirkung
Besteht bei den Zollbehörden der Verdacht der Produkt- oder Markenpiraterie und liegt ein bewilligter Antrag auf Beschlagnahme vor, so setzt sie die „Überlassung der Waren“ aus oder es erfolgt eine „Zurückhaltung von Waren“. Die Zollbehörden halten verdächtige Waren für 10 Arbeitstage auf. Innerhalb dieser Zeit hat der Rechteinhaber entweder gegen den Eigentümer oder Lieferanten der verdächtigen Ware gerichtliche Schritte einzuleiten oder ein vereinfachtes Vernichtungsverfahren für die verdächtige Ware zu beantragen.
Diese „Aussetzung der Überlassung“ bzw. „Zurückhaltung von Waren“ wird nicht nur dem jeweiligen Rechtsinhaber mitgeteilt, sondern es wird auch der Anmelder oder Besitzer der Waren informiert. Gegen die Maßnahmen der Zollbehörde steht dem betroffenen Anmelder oder Besitzer der Waren dann der Rechtsweg offen.

### Deutschland
Im § 142a und § 142b Patentgesetz (PatG) wurde die Verordnung (EU) Nr. 608/2013 in nationales Recht umgesetzt. Auch im Markengesetz, Urhebergesetz, Designgesetz oder Sortenschutzgesetz finden sich dazu noch weitere Regelungen.
Obwohl für das Phänomen Produktpiraterie keine eindeutige, einheitliche und klar abgrenzende Definition existiert, sind sich Fachleute darüber einig, dass Produktpiraterie gewerbsmäßig und kriminell Schutzrechte verletzt. Produkt- oder Markenpiraterie wird in Deutschland mit Freiheitsstrafe von bis zu 3 Jahren oder mit Geldstrafe geahndet (§§ 106, § 107 und § 108 UrhG).
Die Strafandrohung nach dem § 143 MarkenG sieht für ein einfaches Delikt eine Freiheitsstrafe von bis zu 3 Jahren oder Geldstrafe, beim gewerbsmäßigen Handeln bis zu 5 Jahre oder Geldstrafe vor. Der Markenverstoß ist ausschließlich im gewerblichen Verkehr (Handel) strafbar. In den meisten gewerblichen Fällen tritt die Strafbarkeit nach UrhG und MarkenG jedoch hinter die Betrugstatbestände zurück. Indem die Plagiate oftmals als „Originalware“ angeboten werden, wird eine Täuschung erzeugt, um einen Vermögensvorteil zu erlangen. Die Strafen für Betrug sind Freiheitsstrafe bis zu 5 Jahren oder Geldstrafe, beim gewerbsmäßigen Betrug Freiheitsstrafe nicht unter 6 Monaten und bis zu 10 Jahren.
Die EU-Kommission hat unlängst einen Richtlinienentwurf vorgelegt, mit dem die Strafen für Produktpiraterie in der EU angeglichen werden sollen. Sowohl Erwerb als auch Besitz gefälschter Produkte zu privaten Zwecken ist nicht strafbar.

### Österreich
Mit dem Produktpirateriegesetz wurde die EU-Produktpiraterie-Verordnung in Österreich umgesetzt.

## Praktische Maßnahmen gegen Produktpiraterie

### Technische Schutzmaßnahmen
Die gegen Produktpiraterie einsetzbaren Schutztechnologien bzw. technischen Sicherungsmittel, wie z. B. Hologramme, Lumineszenz-Pigmente, Sicherheitsetiketten (VOID-Folien, Dokumentenfolien), Mikrofarbcodes, Digitale Wasserzeichen, Kopie-Erkennung bzw. Datamatrix, DNA- oder Nano-Technologien, RFID usw., sind sehr stark abhängig von den Eigenschaften des Marktes und der Kunden, für welche die Produkte angeboten werden. Es sind weiterhin auf kryptographischen Codierungen basierende Methoden entwickelt worden, die jedes Exemplar eines Produktes bzw. eines Ersatzteils zu einem Unikat machen.
Bei einigen Produkten ist es dem Kunden insbesondere als privaten Endverbraucher egal, ob er ein Plagiat, eine Fälschung oder ein Original kauft. Dies ist zum Beispiel der Fall, wenn der Preisunterschied zwischen einem Original und einem Plagiat oder einer Fälschung den Verlust bezüglich Funktionalität, Qualität, Sicherheit und Lebensdauer aufwiegt (z. B. gefälschte Rolex-Uhren vom Straßenhändler im Urlaubsland). Häufig geht es lediglich um den Wert des Produktes als Statussymbol, also um die nach außen erzielte Wirkung durch den Besitz eines Produktes einer bestimmten Marke. In diesem Fall sind allenfalls Maßnahmen wirksam, die entweder die Kontrolle über die Vertriebswege verbessern, so dass z. B. der Einzelhändler prüfen kann, ob ihm ein Originalprodukt vorliegt, oder Maßnahmen, die das Kopieren der Produkte verhindern oder sehr aufwändig und damit wirtschaftlich unattraktiv machen.
Zunehmend tauchen Plagiate und Fälschungen auf, deren Gebrauch oder Konsum den Anwender bzw. unbeteiligte Dritte Unfall- und Gesundheitsgefahren aussetzt. Zahlreiche Institutionen versuchen, private und gewerbliche Kunden für das Thema zu sensibilisieren oder darüber zu informieren, wie sie Originale von Fälschungen unterscheiden können. Speziell zur Information über die Möglichkeiten technischer Schutzmaßnahmen hat der VDMA in 2010 einen Film veröffentlicht.

### Entdecken und Beschlagnahmen von Plagiaten u.ä. auf Messen
Die meisten Plagiate werden in China produziert. Politische Interventionen bleiben meist wirkungslos. Viele geschädigte Unternehmen versuchen deshalb, die Vermarktung von Plagiaten zu stören, indem sie z. B. auf Messen nach Plagiaten bei chinesischen Ausstellern suchen. Wenn sie Plagiate finden, lassen sie diese, sowie die Prospekte, beschlagnahmen. Oft verhängen die ermittelnden Behörden Bußgelder gegen die Aussteller.
Eine Umfrage des VDMA (Verband Deutscher Maschinen- und Anlagenbau) unter seinen Mitgliedern im März 2010 ergab, dass 53 % der Firmen schon Plagiate u. ä. auf Messen entdeckt hatten.
Oft helfen die Branchenverbände ihren Mitgliedern dabei, gegen Produktpiraterie vorzugehen.
Die Messe Frankfurt unterstützt seit 2006 (und damit als erste Messe weltweit) Aussteller im Kampf gegen Marken- und Produktpiraterie.
Auch der Ausstellungs- und Messe-Ausschuss der deutschen Wirtschaft e. V. (AUMA) ist gegen Produktpiraterie aktiv.
Das Bundesministerium für Forschung und Bildung hat im Januar 2008 eine Forschungsoffensive gegen Produktpiraterie gestartet und unterstützt zahlreiche Forschungsprojekte.
Über Beschlagnahmeaktionen auf Messen berichten die Medien regelmäßig.
Durchführendes Organ ist der Zoll; dieser hat u. a. eine „Zentrale Gewerblicher Rechtsschutz“ in München und betreibt ZGR-online (Zentrales Datenbanksystem zum Schutz von Geistigen EigentumsRechten online).
Gewerbliche Schutzrechte sind v. a. Marken, eingetragene Designs, Urheberrechte oder Patente.
Um gegen Produktpiraterie besser vorgehen zu können, lassen sich immer mehr Hersteller das Design ihrer Produkte durch ein eingetragenes Design (früher: Geschmacksmuster) schützen.

### Piraterieschutz von Ersatzteilen
Produktpiraterie betrifft nicht nur die Konsumgüter- oder Textilindustrie. Längst ist das Problem in der Investitionsgüterindustrie angekommen. In besonderem Maße sind Ersatzteile betroffen. Die Nachahmung von Ersatzteilen bietet aufgrund des geringen Kostenstrukturrisikos ein optimales Versuchsfeld, in dem Produktpiraten ausprobieren und sich entwickeln können.
Die Hersteller von Investitionsgütern sehen sich in der Umsetzung eines erfolgreichen Piraterieschutzes für ihre Ersatzteile mit zwei grundlegenden Problemfeldern konfrontiert. Das erste Problemfeld wird durch die generelle Struktur des Ersatzteilmarktes geprägt. Weltweite heterogene Märkte sowie eine Vielzahl an Ersatzteilen, Zulieferern, Kunden, Händlern und Wettbewerbern erschweren es Originalherstellern zunehmend, eine transparente Bewertung der Pirateriegefährdung für die eigenen Ersatzteile zu treffen. Das zweite Problemfeld wird durch den mangelhaften Einsatz und durch das fehlende Wissen über geeignete ersatzteilspezifische Schutzmaßnahmen geprägt. Hierunter fallen beispielsweise Maßnahmen wie De-Standardisierung, Funktionsintegration, Qualitätsdifferenzierung, Entsorgungslogistik, Organisation der Lieferantenwertschöpfung oder Einführung einer Zweitmarke.
Aus diesen Gründen ist für einen erfolgreichen Piraterieschutz von Ersatzteilen zum einen eine transparente Analyse des jeweiligen Ersatzteilprogramms auf mögliche Pirateriegefährdungen notwendig und zum anderen eine gezielte Auswahl ersatzteilspezifischer Schutzmaßnahmen.

### Öffentlichkeitsarbeit
Um die Öffentlichkeit für das Problem zu sensibilisieren und dreiste Plagiatoren anzuprangern, wird seit 1977 die Negativauszeichnung des Plagiarius verliehen. Einmal im Jahr erhalten ihn Firmen für besonders dreiste Produktfälschungen. Vergeben wird er inzwischen von einem eigenständigen Verein, der Aktion Plagiarius.
Teilweise setzen Firmen spezifische Maßnahmen der Unternehmenskommunikation erfolgreich gegen Piraterie ein. Wichtiges Thema sind oft die durch Piraterie verursachten Schäden und erfolgreiche Aktionen gegen Fälscher, die beispielsweise auch in Pressemedien thematisiert werden. In einer vom ZVEI, der GVU und zahlreichen weiteren Verbänden unterstützten Studie sehen rund 60 % der Unternehmen auch Themen wie Aufklärung und Risikovorbeugung, insbesondere bei Kunden, als einen zentralen Punkt zur Piraterie-Abwehr.